# The Tall Target
 The Tall Target és una pel·lícula estatunidenca dirigida per Anthony Mann el 1951, protagonitzada per Dick Powell que fa de sergent de policia que intenta aturar l'assassinat d'Abraham Lincoln en una estació de trens on Lincoln va amb motiu de la seva inauguració. Es basa en el presumpte cas Baltimore.

## Argument
El Sergent de Policia de Nova York John Kennedy va estar vigilant Abraham Lincoln durant 48 hores mentre estava fent campanya per President dels Estats Units, i va quedar-ne profundament impressionat per l'home. Més endavant, Kennedy descobreix un intent d'assassinat que es farà com en el tren de Baltimore a Washington D.C.. El seu cap, el superintendent Simon G. Stroud (Tom Powers, que no surt als crèdits), desestima l'amenaça com "sense sentit", igual que Caleb Jeffers (Adolphe Menjou), un coronel amb qui Stroud està reunit. Alesmores, Kennedy dimiteix per intentar frustrar els conspiradors. Havent enviat una còpia del seu informe al Secretari de Guerra, envia un telegrama a Lincoln, demanant urgentment una reunió a Baltimore.
El 22 de febrer de 1861, embarca al Tren Exprés Nocturn cap a Baltimore i Washington, on l'Inspector Reilly (Regis Toomey, que no surt als crèdits) li ha de donar el seu bitllet. Tanmateix, Kennedy no pot trobar el seu amic. Sense billet, el revisor Homer Crowley (Will Geer) el fa fora. Quan el tren es comença a allunyar, Jeffers fa un esprint. Entre els passatgers es troba Mrs. Charlotte Alsop (Florència Bates), una escriptora antiesclavitud; Lance Beaufort (Marshall Thompson), un soldat que des de Geòrgia planeja allistar-se en l'exèrcit confederat; la seva germana Ginny (Paula Raymond); i la seva esclava Rachel (Ruby Dee).
Després de molt buscar, Kennedy finalment descobreix el cos de Reilly a la plataforma exterior d'un vagó, però el cadàver rellisca del tren mentre l'està agafant. Quan torna al que hauria d'haver estat la seva llitera, troba un impostor (Leif Erickson) afirmant ser ell i en possessió del seu bitllet. Criden el revisor. Jeffers, però, respon de Kennedy i li dona un bitllet sobrer per compartir el seu compartiment.

## Repartiment
- Dick Powell: John Kennedy
- Paula Raymond: Ginny Beaufort
- Adolphe Menjou: El coronel Caleb Jeffers
- Marshall Thompson: Lance Beaufort
- Ruby Dee: Rachel
- Richard Rober: El tinent Coulter
- Leif Erickson: L'estranger
- Will Geer: Homer Crowley
- Florence Bates: Sra. Charlotte Alsop

I, entre els actors que no surten als crèdits:
- Victor Kilian: John K. Gannon
- Bert Roach: Un polític
- Leslie Kimmel: Abraham Lincoln
- Regis Toomey: L'inspector Tim Reilly